# Österreichische Theatertechnische Gesellschaft
Die Österreichische Theatertechnische Gesellschaft (OETHG) wurde 1973 mit dem Ziel gegründet, auf nationaler und internationaler Ebene eine Kommunikationsplattform zu schaffen und den fachspezifischen Erfahrungs- und Ideenaustausch zu fördern. Gründungsmitglieder waren unter anderem Sepp Nordegg, Walter Hoesslin, Heinz Bruno Gallée. Sie versteht sich als gemeinnütziger Fachverband für alle im Bühnen- und Veranstaltungsbereich tätigen Unternehmungen, deren Mitarbeiterinnen und Mitarbeiter, für die Selbstständigen und die Fachfirmen.

## Geschichte

### Gründung des Fachverbandes

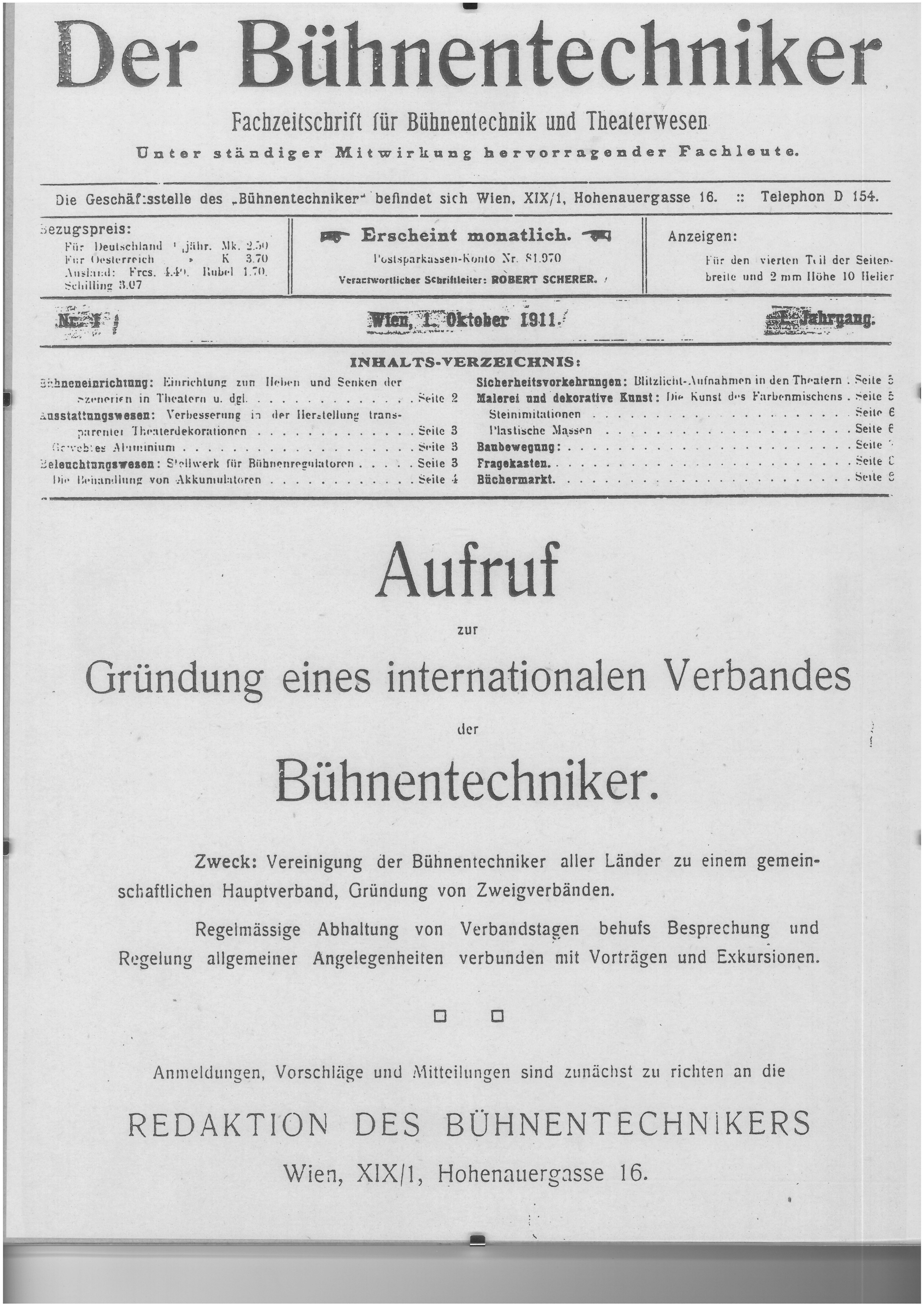
Der Bühnentechniker (Wien, 1911): Aufruf zur Gründung eines internationalen Verbandes der Bühnentechniker

Bereits 1911 gab es in der Wiener Zeitschrift „Der Bühnentechniker“ einen Aufruf zur Gründung eines „Internationalen Verbandes der Bühnentechniker“. Es sollte aber über 60 Jahre dauern, bis es zur Gründung eines Fachverbandes kommen sollte. Nachdem das Bundesministerium für Inneres als Vereinsbehörde mit Bescheid vom 14. Feber 1973 die Bildung des Vereines „Österreichische Theatertechnische Gesellschaft“ auf Grund der vorgelegten Statuten zur Kenntnis genommen hatte, fand die konstituierende Versammlung am Donnerstag, dem 12. April 1973, im Schreyvogelsaal des Theaterwissenschaftlichen Institutes, Wien, Hofburg, Batthyanystiege, statt. Ende 1973 wurde dann die Generalversammlung abgehalten, auf der die endgültige Wahl des Vorstandes, die Beschlussfassung über die Statuten sowie über einen vom Gründungsvorstand ausgearbeiteten Katalog von geplanten Aktivitäten stattfand.

## Ziele
Die OETHG versteht sich als gemeinnütziger Fachverband für alle im Bühnen- und Veranstaltungsbereich tätigen Mitarbeiterinnen und Mitarbeiter sowie Selbstständige und Fachfirmen. Das Netzwerk erstreckt sich auf die Zusammenarbeit mit allen wichtigen Veranstaltungsorganisationen wie Internationalen Organisation der Szenografen, Theatertechniker und Theaterarchitekten (OISTAT), Internationales TheaterInstitut (ITI), Berufsverband für professionelle drahtlose Produktionstechnologie (APWT), Deutsche Theatertechnische Gesellschaft (DTHG), Schweizer Verband Technischer Bühnen- und Veranstaltungsberufe (SVPT) und dem Verband für Medien- und Veranstaltungstechnik e. V.(VPLT). Darüber hinaus pflegt und koordiniert die OETHG die Verbindung zu Behörden, Medien und Institutionen.
Der Verband ist das Österreichische Zentrum von OISTAT, der Internationalen Organisation der Szenografen, Theatertechniker und Theaterarchitekten. Die OETHG war bereits mehrmals Gastgeber für Konferenzen der Technologie-Kommission in Österreich. Präsidenten der OETHG waren auch im Leitungsgremium als Members of the Executiv Committee of OISTAT tätig:
- Heinz Bruno Gallée: Period 1979–1981, 1981–1991, 1991–1993, 1993–1997 (┼ 1996).
- Jörg Koßdorff: Period 1997–2001.

### Weitere Aktivitäten
Seit 1989 veranstaltet die OETHG alle zwei Jahre die MEET (Messe für Event und Theatertechnik), eine Tagung, in deren Rahmen Fachvorträge mit einer großen Ausstellung kombiniert sind. Die MEET soll ein Rahmen für die Präsentation der Produkte der Mitgliedsfirmen und Informationsmöglichkeit für die Mitglieder sein.
Die OETHG ist Herausgeber des Fachmagazines der Prospect. Dieses erscheint vier Mal jährlich in einer Auflage von je 2.000 Stück und berichtet über Trends, Verfahren und Umsetzungen der Veranstaltungstechnik.
Die Maßnahmen der OETHG im Bildungsbereich sind in der Akademie der OETHG gebündelt. Zur Optimierung der Organisation der Fortbildungsvorhaben wurde 2005 die „Akademie der OETHG“ gegründet.

## OETHG - Daten zur Geschichte
(Quelle:)

### Präsidenten
| Sepp Nordegg (eigentlich: Josef Friedrich Tullio) | Bühnenbildner, Techn. Direktor Burgtheater              | 1973      | 1980 |
| Heinz Bruno Gallée                                | Akademie für Musik und darstellende Kunst Salzburg      | 1980      | 1996 |
| Jörg Koßdorff                                     | Technischer Direktor Oper Graz Intendant Oper Graz      | 1996      | 2019 |
| Othmar Stoss                                      | Mitglied der Geschäftsführung der Bundestheater Holding | seit 2020 |      |

#### Stellvertreter – Vizepräsidenten

##### 1. Vizepräsident
| Walter Hoesslin                         | Technischer Direktor Volksoper               | 1973      | 1979 |
| Hermann Winter (erwähnt Juni 1983)      | Vereinigte Bühnen Wien ÖGB-KMfB              | 1980      | 1987 |
| Robert Jungbluth (erwähnt Oktober 1987) | Geschäftsführer im Theater in der Josefstadt | 1987      | 1996 |
| nA                                      |                                              | 1996      | 1996 |
| Bruno Grösel                            | TU Wien                                      | seit 1996 |      |

##### 2. Vizepräsident
| Heinz Bruno Gallée              | Akademie für Musik und darstellende Kunst Salzburg   | 1973      | 1980   |
| Ing. H. Langer (Juni 1983)      | Technischer Direktor Wiener Staatsoper               | 1980      | 1987   |
| Jörg Koßdorff (Oktober 1987)    | Technischer Direktor Vereinigte Bühnen Graz          | 1987      | ?      |
| Klaus Lukesch                   | Technischer Direktor Wiener Vokksoper                | 1996      | 2007   |
| Dipl.-Ing. Dr. Bruno Grösel     | TU Wien – bis 1986 Waagner Biro                      | 1996      | 1996   |
| Wolfgang Staufer (Waagner-Biro) | TU Wien – bis 1986 Waagner Biro                      | 2010 ?    | 2013 ? |
| Alexander Götz                  | Kaufmännischer Direktor im Theater in der Josefstadt | seit 2016 |        |

##### 3. Vizepräsident
| Franz Schmid | Technischer Direktor Salzburger Festspiele | 1987 | 1993 |

#### Geschäftsführende Generalsekretäre - Geschäftsführer
| Alfred Rieger   | Burgtheater | 1991      | 2006 |
| Günther Konecny | ORF         | 2006      | 2009 |
| Martin Kollin   |             | seit 2009 |      |

#### Generalsekretäre
| Wolfgang Greisenecker (Dezember 1980)   | Universität Wien | 1973      | 1983 |
| Günther Vogl                            | Burgtheater      | 1983      | 1990 |
| Bernd Horazdouvsky (erwähnt 1990, 2002) | ÖGB              | 1991 ?    | 2007 |
| Alfred Rieger                           | Burgtheater      | seit 2007 |      |

### Vereinsadressen
| Hofburg Batthyanystiege, 1010 Wien               | 1973      | 1983 |
| Burgtheater – Dr. Karl Luegerring 2, 1010 Wien   | 1984      | 1987 |
| ÖGB - Maria Theresienstraße 11, 1090 Wien        | 1988      | 2003 |
| Theater Akzent - Argentinierstraße 37, 1040 Wien | 2003      | 2007 |
| Klopstockgasse 39, 1170 Wien                     | 2007      | 2009 |
| Taubergasse 60, 1170 Wien                        | seit 2009 |      |

### Akademie der OETHG (Gründung 2005)

#### Geschäftsführer / Geschäftsführerin
| Alexander Leitner | 2005          | 2006 |
| Marcus Pruckner   | 2006          | 2007 |
| Monika Weese      | 2007(1.Sept.) | 2018 |
| Sonja Blackwell   | seit 2018     |      |

#### Ausbildung „Fachkenntnisse Veranstaltungstechnik“ (Bühnen- und Beleuchtungs-meister)
| OETHG gemeinsam mit BFI als Trägerorganisation | 1990      | 2004 |
| Akademie der OETHG                             | seit 2005 |      |

#### Werkmeisterschule
| Akademie der OETHG gemeinsam mit WIFI Oberösterreich als Trägerorganisation  | 2010      | 2019 |
| Akademie der OETHG gemeinsam mit der TGA des BFI Wien als Trägerorganisation | seit 2019 |      |

### Zeitung „Prospect“
Das Magazin „Prospect“ erscheint 4 × jährlich.
Chefredakteure / Herausgeber waren:
- Vereinsinternes Mitteilungsblatt (1987–1990)
- Gert Raffelsberger (Fa Pani) (1990–1994)
- Florian Radon (1994–1998)
- Margarita Lenz (1998–2001)
- Rainer Maria Kachhauser – Medieninhaber „producer Zeitschriftenverlag“, Weichselbaum & Partner OEG (2001–2003)
- Günther Konecny (2003–2016)
- Herbert Starmühler (seit 2016)

### Messen und Fachtagungen
| März 1989     | Wien - Austria Center                                           |                   |
| April 1990    | Wien - Akzent und AK                                            |                   |
| April 1991    | Wien - Akzent und AK                                            |                   |
| April 1993    | Wien - Akzent und AK                                            |                   |
| Mai 1994      | Bregenz – Congress- und Festspielhaus                           | mit DTHG und svtb |
| April 1996    | Graz - Messe                                                    |                   |
| Mai 1998      | Baden – Casino und Congresshaus                                 |                   |
| Juni 2000     | Baden – Casino und Congresshaus                                 |                   |
| Juni 2002     | Salzburg - Festspielhaus                                        | mit DTHG          |
| Mai 2004      | Baden – Casino und Congresshaus                                 |                   |
|               | Ab 2006 unter dem Namen „Meet“                                  |                   |
| Mai 2006      | Linz - Designcenter                                             |                   |
| Mai 2008      | Bregenz – Congress- und Festspielhaus                           | mit DTHG          |
| November 2010 | Vösendorf – Eventpyramide                                       |                   |
| November 2012 | Vösendorf – Eventpyramide                                       |                   |
| Oktober 2014  | Congress Center der Messe Wien                                  |                   |
| November 2016 | Congress Center der Messe Wien                                  |                   |
| November 2018 | Congress Center der Messe Wien                                  |                   |
| November 2020 | Congress Center der Messe Wien – wegen Corona-Pandemie abgesagt |                   |